# St. Johannes Baptist (Schonstett)

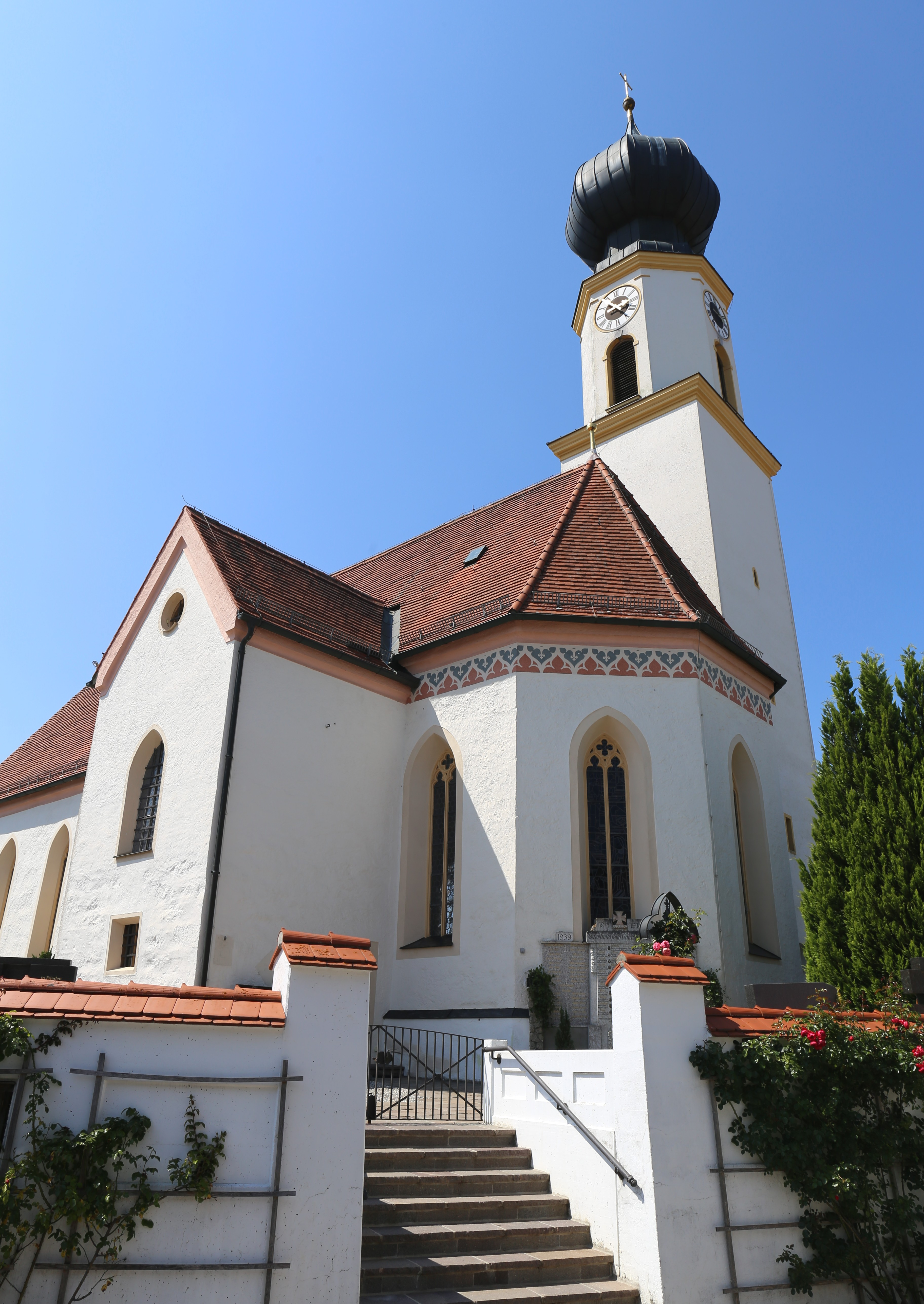
St. Johannes Baptist in Schonstett

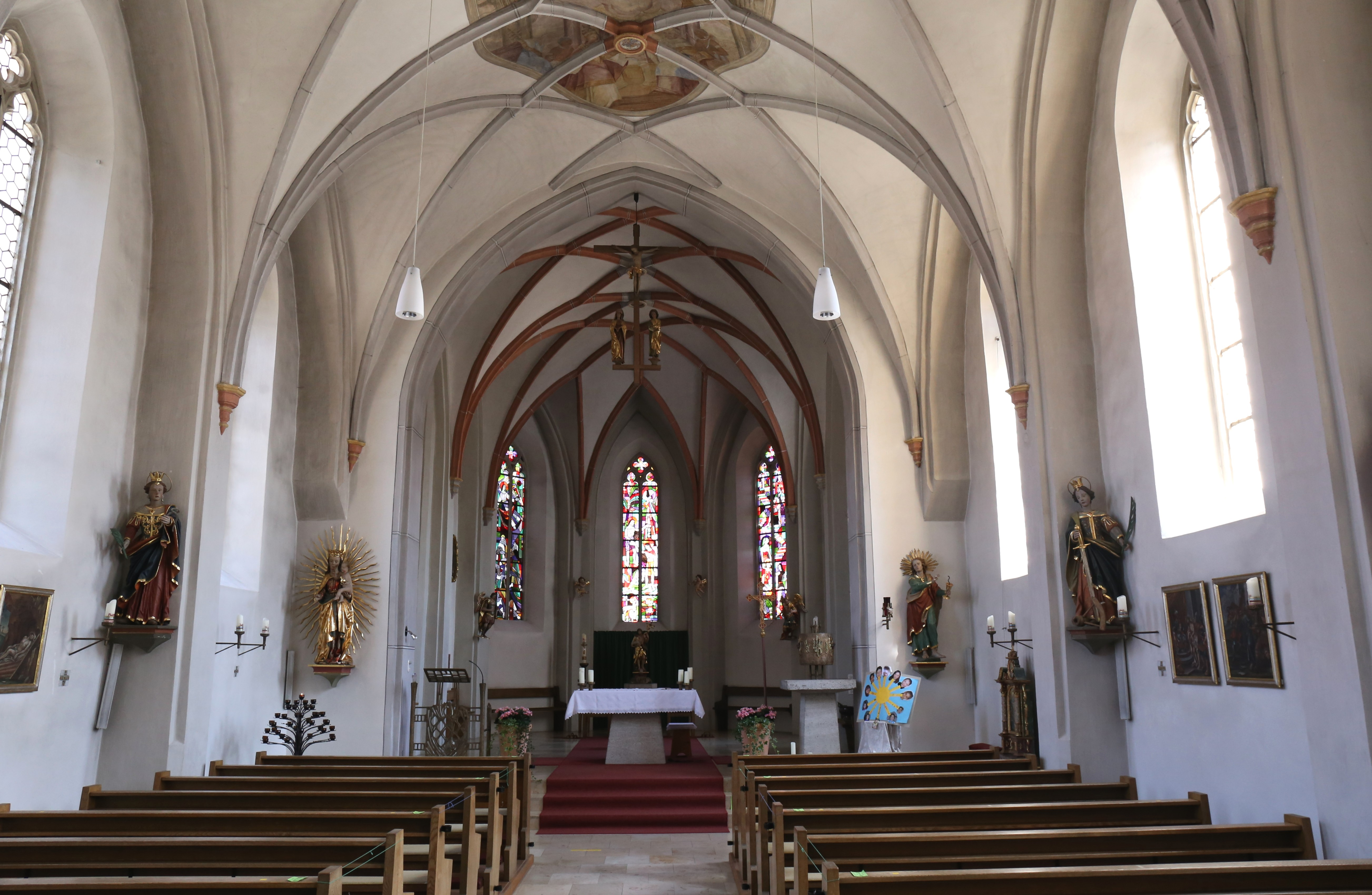
Innenraum

Die römisch-katholische Pfarrkirche St. Johannes Baptist, auch als St. Johannes der Täufer bezeichnet, steht in der Gemeinde Schonstett im oberbayerischen Landkreis Rosenheim. Sie ist in der Liste der Baudenkmäler in Schonstett als Baudenkmal unter der Nr. D-1-87-173-1 eingetragen. Die Kirche gehört zum Dekanat Rosenheim im Erzbistum München und Freising.

## Beschreibung
Die spätgotische Saalkirche wurde anstelle der Burg erbaut und 1756 umgestaltet. Sie besteht aus dem Mitte des 19. Jahrhunderts um zwei Joche nach Westen verlängerten Langhaus, dem eingezogenen, dreiseitig geschlossenen Chor im Osten, in dessen Obergeschoss sich ein Oratorium befindet, der Sakristei an der Südwand und dem Chorflankenturm auf quadratischem Grundriss an der Nordwand des Chors. Sein oberstes achteckiges Geschoss enthält die Turmuhr und den Glockenstuhl. Darauf sitzt eine Zwiebelhaube. 
Der Innenraum ist mit einem Kreuzgratgewölbe überspannt. 

## Orgel

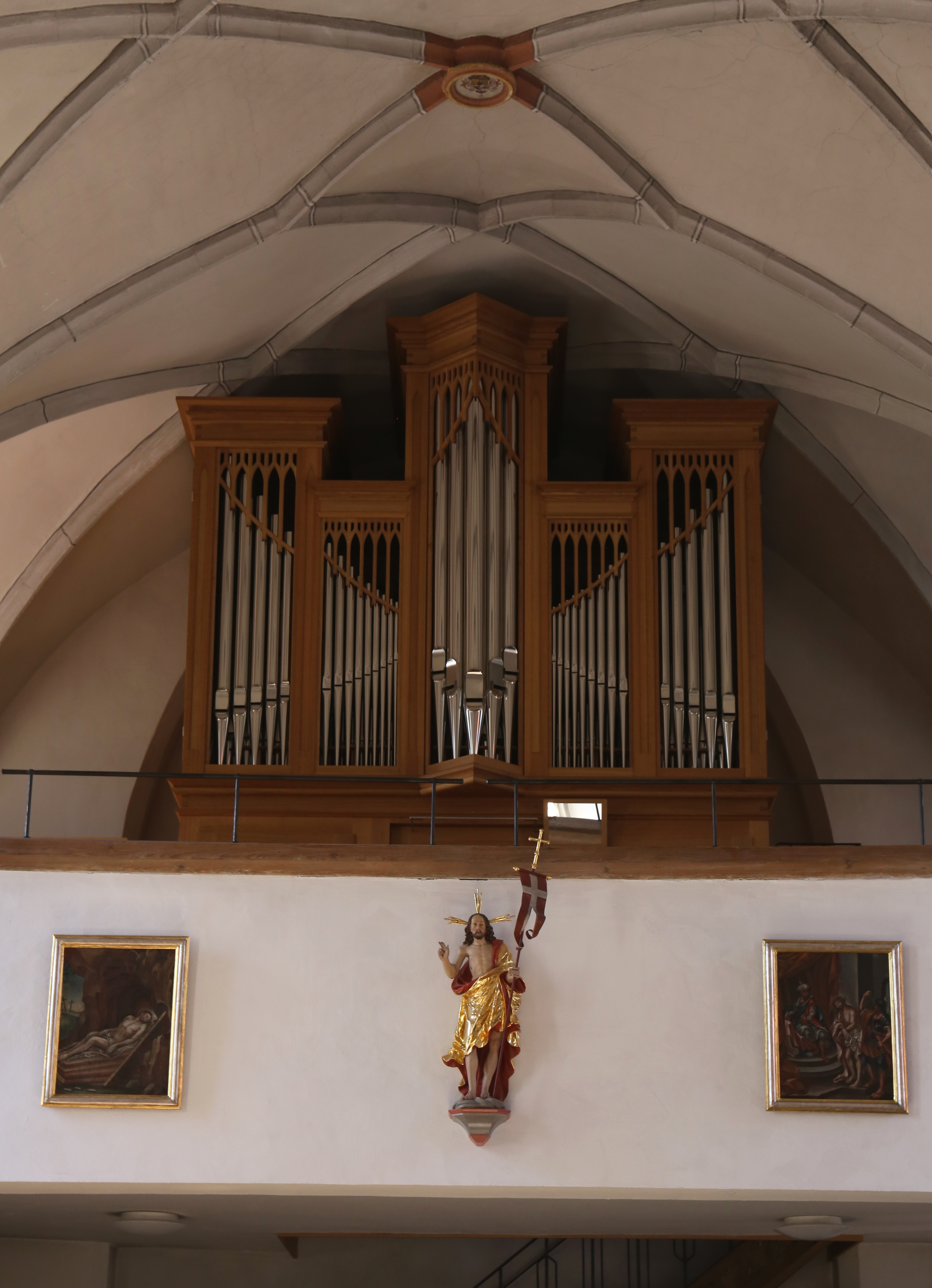
Orgel

Die Orgel auf der Empore mit 14 klingenden Registern auf zwei Manualen und Pedal wurde 2022 von Willi Osterhammer gebaut. Die Disposition lautet:.
| I Hauptwerk C–g3 |    |
| Principal        | 8′ |
| Rohrflöte        | 8′ |
| Octave           | 4′ |
| Hohlflöte        | 4′ |
| Octave           | 2′ |
| Mixtur III–IV    | 2′ |
| Trompete         | 8′ |

| II Schwellwerk C–g3 |        |
| Holzgedeckt         | 8′     |
| Salicional          | 8′     |
| Holzflöte           | 4′     |
| Quinte              | 2 ⁄3′  |
| Flöte               | 2′     |
| Terz                | 1 3⁄5′ |
| Krummhorn           | 8′     |
| Tremulant           |        |

| Pedal C–f1   |     |
| Subbass      | 16′ |
| Octavbass    | 08′ |
| Flötbass     | 08′ |
| Choralbass   | 04′ |
| Basstrompete | 08′ |

- Koppeln: II/I, Sub II/I, I/P, II/P